# Oksazyny

8 możliwych izomerów oksazyny

Oksazyny – związki heterocykliczne zawierające w sześcioczłonowym pierścieniu atom tlenu i azotu oraz dwa wiązania podwójne. Możliwych jest 8 izomerów różniących się położeniem heteroatomów i wiązań podwójnych. W przeciwieństwie do trwałych aromatycznych diazyn i antyaromatycznej, lecz stosunkowo stabilnej 1,4-dioksyny, oksazyny są bardzo nietrwałe. Nie są one związkami aromatycznymi, natomiast kationy oksazyniowe (C4H4NO+) mają charakter aromatyczny; obliczenia wskazują także na pewną stabilizację aromatyczną (2 kcal/mol) dla 4H-1,4-oksazyny. Związek ten – jako pierwszą wolną oksazynę – otrzymano w roku 2013 przez termolizę pochodnej N-Boc, którą przepuszczano przez rurkę o temperaturze 450 °C pod ciśnieniem 0,01 Tr (czas kontaktu < 0,5 s), a następnie schładzano w ciekłym azocie. Produkt był wystarczająco trwały, aby zarejestrować widma 1H i 13C NMR oraz wykonać analizę MS.
Pozostałe izomery znane są wyłącznie w postaci pochodnych, np. otrzymano pochodne wszystkich trzech 1,3-okzazyn. Układy 1,2-oksazynowe rozpadają się z otwarciem pierścienia.

10H-fenoksazyna

Pierścień oksazynowy spotykany jest w szeregu związków policyklicznych o pierścieniach skondensowanych, szczególne znaczenie mają układy dwu- i trójpierścieniowe. Przykładami tego typu układów są 10H-fenoksazyna (dibenzo[1,4]oksazyna), stanowiąca szkielet niektórych barwników oraz pipofezyna, należąca do grupy trójpierścieniowych leków przeciwdepresyjnych.
Ponadto często spotykane są pochodne 1,3-oksazyn, stabilizowane przez dodatkową grupę ketonową (1,3-oksazynony) lub zredukowane i zawierające jedno wiązanie podwójne (dihydrooksazyny). W pełni nasycone analogi oksazyn to oksazynany (tetrahydrooksazyny), z których izomer 1,4 znany jest jako morfolina.
Analogi siarkowe oksazyn to tiazyny (zamiast atomu tlenu zawierają atom siarki).